# 聖菲富特希爾斯 (新墨西哥州)
聖菲富特希爾斯（英語：Santa Fe Foothills）是位於美國新墨西哥州聖菲縣的普查規定居民點。

## 人口
根據2020年美國人口普查的數據，聖菲富特希爾斯的面積為21.44平方千米，皆為陸地。當地共有人口1074人，而人口密度為每平方千米50.09人。